# Walt Disney Concert Hall
The Walt Disney Concert Hall är belägen vid Grand Avenue i Downtown Los Angeles i Kalifornien och ingår i Los Angeles Music Center. 
Projektet lanserades 1987, då Walt Disneys änka Lillian Disney donerade 50 miljoner dollar, och byggnaden invigdes 2003 till en totalkostnad av ungefär 274 miljoner dollar. Arkitekt var Frank Gehry.
Walt Disney Concert Hall är bas för Los Angeles filharmoniska orkester. Granne till konserthuset invigdes 2015 samtidskonstmuseet The Broad, som en del av det stora stadsbyggnadsprojektet Grand Avenue Project.

## Galleri

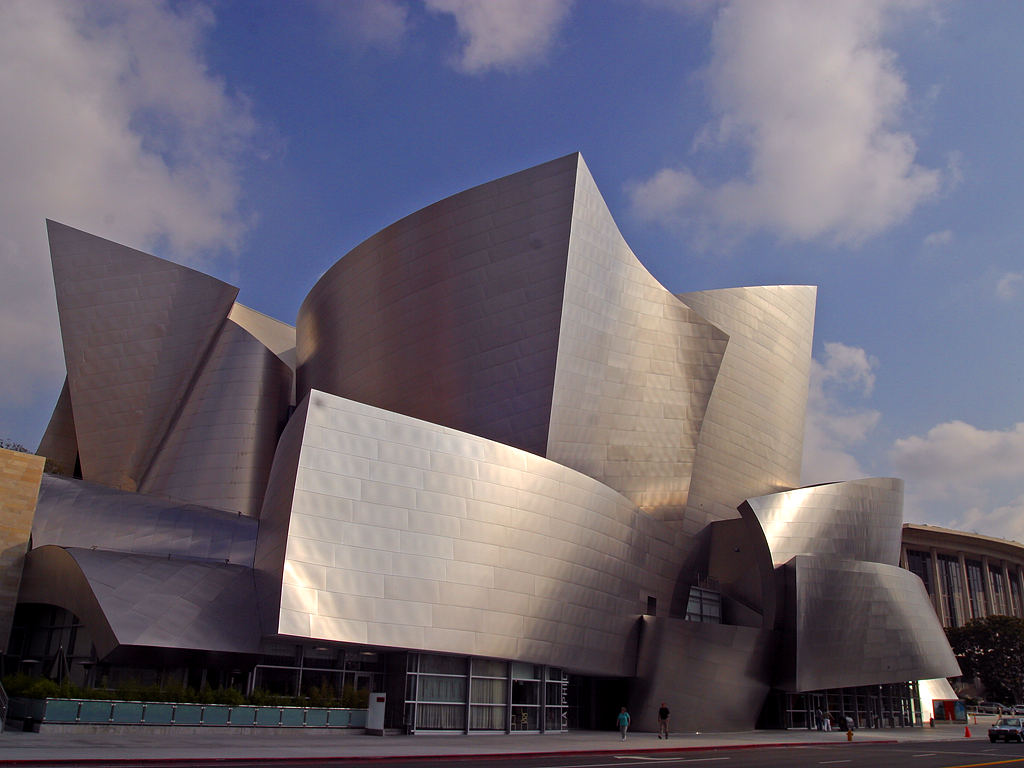
Vy från Grand Avenue
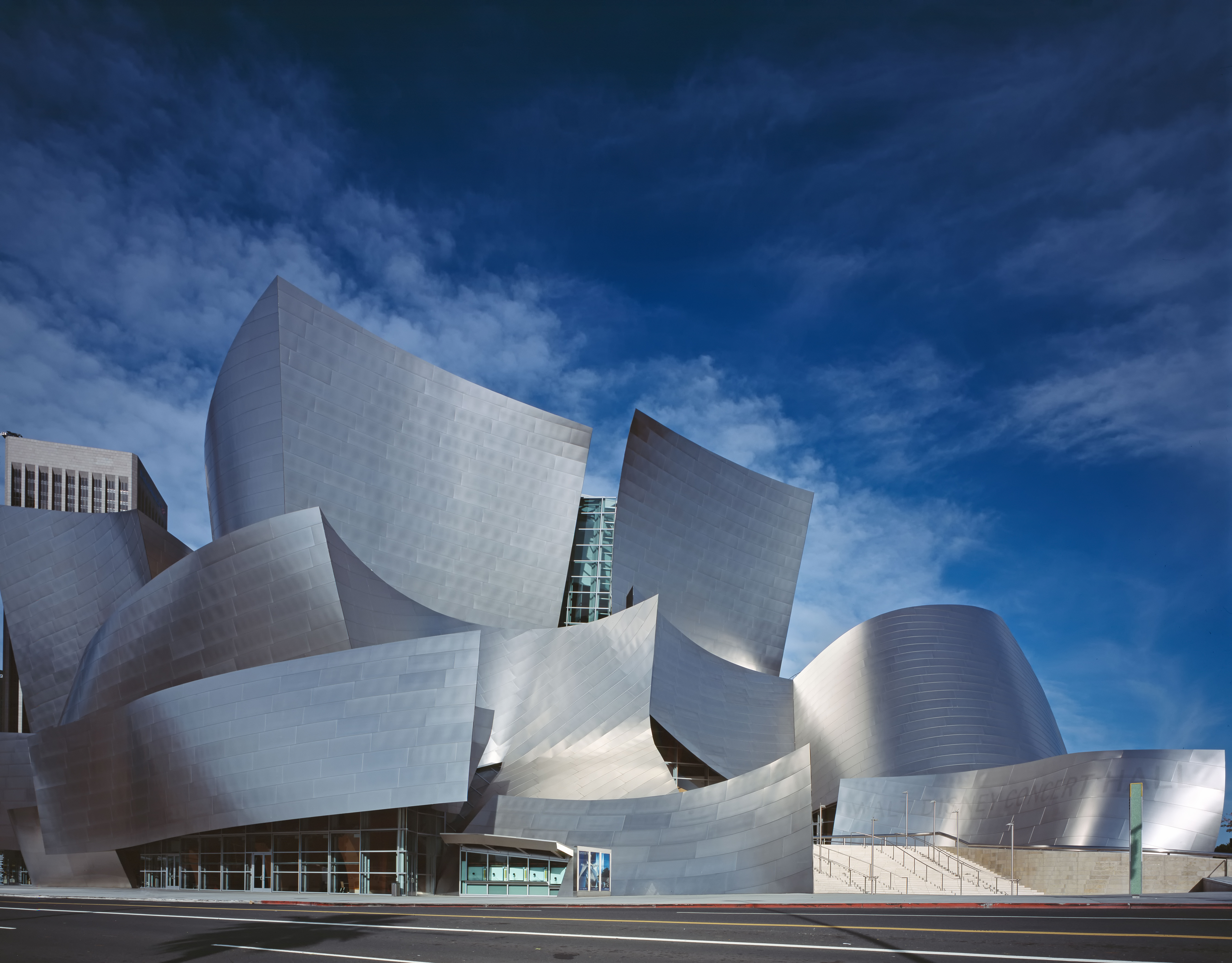
Bank of America Center syns till vänster
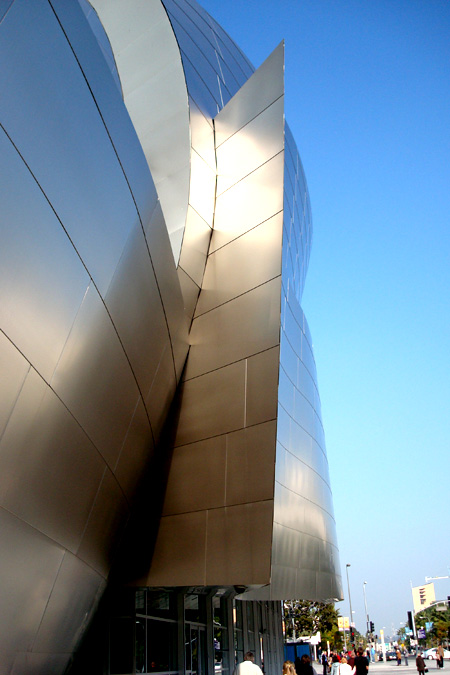
Detaljbild nära entrén
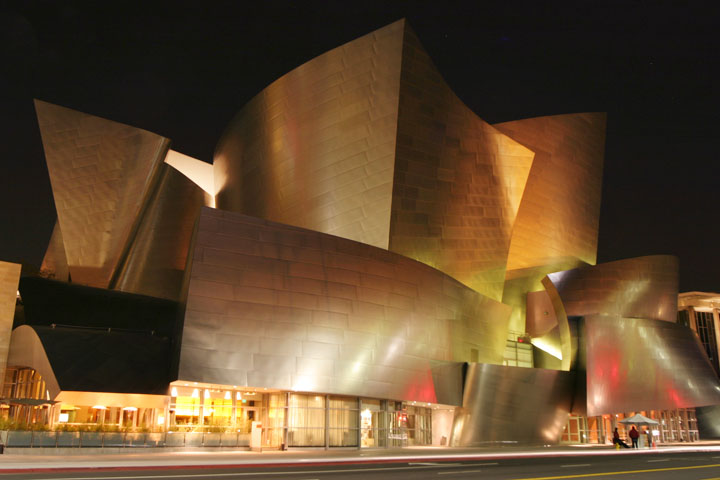
Nattbild
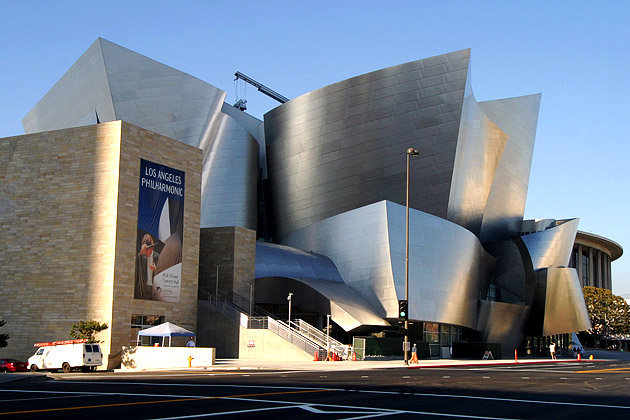
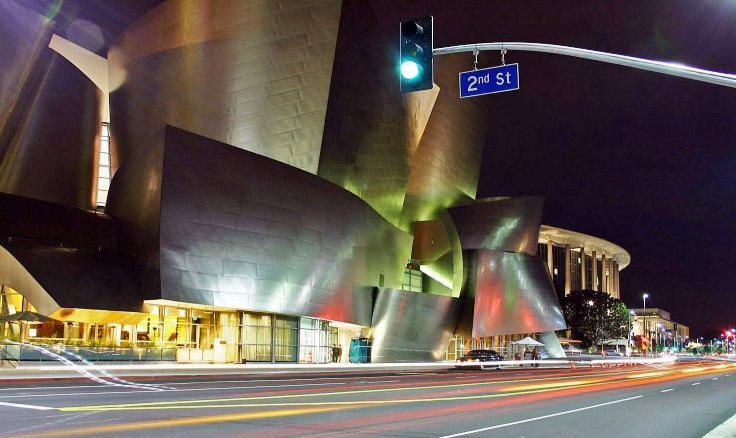
Nattbild
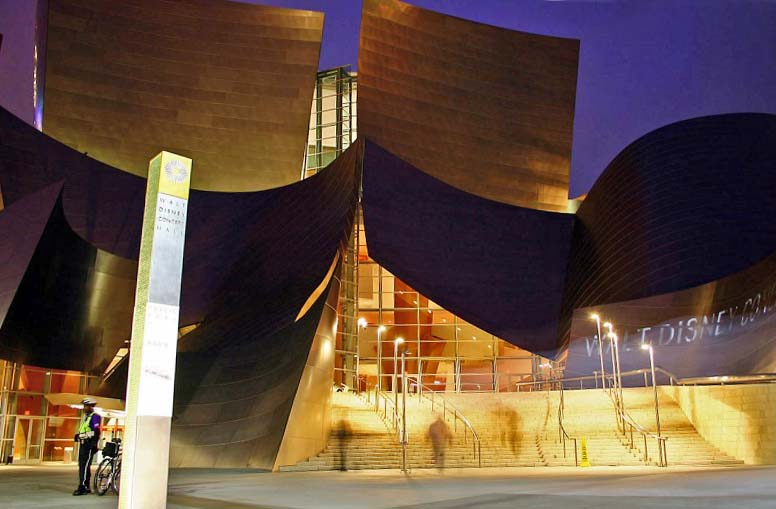
Huvudentrén nattetid